# 扬·科瓦尔奇克
扬·科瓦尔奇克（波蘭語：Jan Kowalczyk，1941年12月18日—2020年2月24日），波兰前男子马术运动员。他曾代表波兰参加1980年夏季奥林匹克运动会马术比赛，获得一枚金牌和一枚银牌。